# Wilhelm Custor
Friedrich Wilhelm Michael Custor (* 2. Oktober 1824 in Koblenz; † 13. November 1858 ebenda) war ein deutscher Porträtmaler der Düsseldorfer Schule.

## Leben
Custor, Sohn des Wilhelm Custor, Gerichtsvollzieher am Königlichen Landgericht Koblenz, und dessen Ehefrau Eva Katharina, geborene Lenz aus Cochem, studierte nach dem Besuch des Koblenzer Gymnasiums von 1840 bis 1844 an der Kunstakademie Düsseldorf Malerei. Dort war er Schüler von Theodor Hildebrandt und Rudolf Wiegmann. Nach dem Studium bereiste er Dresden, Stuttgart, München und Paris. Er lebte mit seiner Familie in Mayen, ehe er sich in der Mitte der 1850er Jahre als Bildnismaler in Koblenz niederließ.
In der Sammlung der Alten Nationalgalerie befindet sich sein 1855 gemaltes Bildnis Maria Mosler als Braut, das die Tochter des Malers, Akademie-Sekretärs und Kunsthistorikers Karl Josef Ignatz Mosler zeigt, die unter dem Namen Johanna eine Nonne der Kreuzschwestern in Lüttich wurde.